# Seureuke
Seureuke is een bestuurslaag in het regentschap Aceh Utara van de provincie Atjeh, Indonesië. Seureuke telt 2797 inwoners (volkstelling 2010).